# Щербаков Володимир Іванович (міністр)
Володимир Іванович Щербаков (5 грудня 1949, село Новосисоєвка, тепер Яковлівського району Приморського краю, Російська Федерація) — радянський і російський діяч, перший заступник прем'єр-міністра СРСР, міністр економіки та прогнозування СРСР. Член ЦК КПРС у 1990—1991 роках. Доктор економічних наук (1987). Академік Російської Академії природничих наук, Міжнародної Академії менеджменту, Академії Творчості.

## Життєпис
Народився в родині службовця.
У 1967—1971 роках — студент Тольяттінського політехнічного інституту Куйбишевської області, здобув спеціальність інженера-механіка.
У 1969—1970 роках — інструктор Тольяттінського міського комітет ВЛКСМ Куйбишевської області.
У 1970—1971 роках — інженер Управління будівництва Головмосбуду на будівництві Волзького автомобільного заводу в місті Тольятті.
Член КПРС з 1970 по 1991 рік.
У 1971—1972 роках — завідувач організаційного відділу Тольяттінського міського комітет ВЛКСМ Куйбишевської області. У 1972—1974 роках — 2-й секретар Тольяттінського міського комітет ВЛКСМ Куйбишевської області.
У 1974—1977 роках — аспірант Вищої комсомольської школи при ЦК ВЛКСМ.
У 1977—1982 роках — заступник начальника, начальник планово–економічного управління Волзького автомобільного заводу (АвтоВАЗ) Міністерства автомобільної промисловості СРСР у місті Тольятті Куйбишевської області.
У 1982—1985 роках — заступник генерального директора — директор з економіки та планування Камського об'єднання з виробництва великовантажних автомобілів (КамАЗ) Міністерства автомобільної промисловості СРСР у місті Набережні Човни (Брежнєв).
У 1985—1986 роках — начальник відділу машинобудування та металообробки Державного комітету СРСР з праці та соціальних питань. У 1986—1988 роках — начальник відділу заробітної плати Державного комітету СРСР з праці та соціальних питань.
У 1988—1989 роках — перший заступник завідувача відділу вдосконалення управління народним господарством Управління справами Ради міністрів СРСР.
17 липня 1989 — 26 березня 1991 року — голова Державного комітету СРСР із праці та соціальних питань.
1 березня — 16 травня 1991 року — заступник прем'єр-міністра СРСР.
16 травня — 28 серпня 1991 року — перший заступник прем'єр-міністра СРСР — міністр економіки та прогнозування СРСР. 28 серпня — 26 листопада 1991 року — в.о. першого заступника прем'єр-міністра СРСР — в.о. міністра економіки та прогнозування СРСР.
З листопада 1991 року — президент Міжнародного фонду сприяння приватизації та іноземним інвестиціям («Інтерприватизація»).
З 1995 року — голова ради директорів та основний власник автоскладальної компанії «Автотор».
У 1995 році очолював виборчий блок «Профспілки — Промисловці Росії — Союз праці» на виборах до Державної думи Російської Федерації. Член і голова Російської об'єднаної промислової партії з 1995 по 1997 рік.